# 윌프레드 은디디
오니녜 월프레드 은디디(영어: Onyinye Wilfred Ndidi, 1996년 12월 16일 ~ )는 나이지리아의 프로 축구 선수로, 현재 튀르키예 쉬페르리그의 클럽 베식타시와 나이지리아 국가대표팀에서 수비형 미드필더로 활약하고 있다. 은디디는 수비 능력으로 유명하다.

## 구단 경력

### 헹크
은디디의 벨기에 프로 리그의 데뷔 전은 2015년 1월 31일, 스포르팅 샤를루아와의 원정 경기다. 경기에서 선발 출전해서 74분을 소화하고 교체되었다. 경기는 1-0으로 패배했다.
2016년 4월 20일, 벨기에 프로리그 플레이오프에 클뤼프 브뤼허를 상대로 전반 14분 시속 111km/h의 하프발리골을 성공시켰고, 그 골은 벨기에 리그 올해의 골에 선정되었다. 이후, 42분 알레한드로 포수엘로, 45분 토마 뫼니에의 자책골, 73분 예레 우로넨의 추가골로 4-2 승리를 거뒀다.

### 레스터 시티
2016년 12월 3일, 헹크는 레스터 시티와 은디디 영입을 1,500만 유로의 이적료와 함께 계약에 합의했다. 2017년 1월 5일, 은디디는 레스터 시티로 이적했다.
2017년 1월 7일, FA컵 3라운드 에버턴과의 경기에 선발 출전함으로써 데뷔 전을 치렀다. 경기 결과는 아흐메드 무사의 멀티골로 2-1 승리를 거뒀다. 2017년 1월 14일, 첼시와의 홈경기에서 프리미어리그 데뷔 전을 치렀다. 마르코스 알론소의 멀티골, 페드로 로드리게스의 골로 레스터는 첼시에 0-3으로 패배했다. 2017년 2월 8일, FA컵 4라운드 더비 카운티와의 경기에서 연장 전반전 강력한 왼발 중거리슛으로 레스터에서 첫 골을 뽑았다.
2017년 12월 16일, 은디디의 21번째 생일날 크리스털 팰리스와의 홈경기에서 자신의 축구 경력에서 첫 레드카드를 받았고, 레스터는 0-3으로 패배했다.
2019년 8월 18일, 첼시와의 무승부에서 레스터의 2019-20년 시즌 개막전 득점을 기록했다. 가장 힘든 상대에 대한 질문에는 전 첼시 선수 에덴 아자르를 언급했다.
2020년 9월 13일, 은디디는 2020-21년 프리미어리그 개막전에서 레스터 시티의 센터백으로 선발 출전하였으며, 웨스트브로미치 앨비언과의 원정 경기에서 3–0 승리를 거두며 클린 시트를 기록했다. 그는 2020년 9월 20일에 내전근 부상을 입었고, 6~12주 동안 결장할 것으로 진단되었다. 이후 12월 3일, UEFA 유로파리그 조별 리그 조랴 루한스크와의 경기에서 복귀전을 치렀다.
2021년 1월 19일, 은디디는 첼시와의 프리미어리그 경기에서 시즌 첫 골을 기록하였다. 해당 경기는 레스터 시티가 첼시를 2–0으로 꺾으며 리그 선두로 올라서는 결과로 마무리되었다.

## 국가대표팀 경력
은디디는 내스 보이스 아카데미 시절 나이지리아 청소년 국가대표팀의 일원이었다. 나이지리아에서 아프리카 U-17 네이션스컵 대회에 출전하던 그는 MRI 연령 검사에서 기준치를 약간 상회하는 소견을 보여 다른 두 선수와 함께 대회에서 제외되었다. 그럼에도 불구하고 이듬해 U-20 국가대표팀 동료들과 합류하여 미드필드의 기반을 형성했다. 2015년 10월 8일, 나이지리아 국가대표팀에 소집되어 콩고 민주 공화국 국가대표팀과의 친선 경기에서 데뷔했으며 며칠 후 카메룬과의 3-0 승리에서 63분 존 오비 미켈과 교체되어 다시 경기에 출전했다. 그는 나이지리아에 의해 2016년 하계 올림픽에 35명으로 구성된 임시 국가대표팀으로 선발되었다.
2018년 5월, 그는 러시아의 2018년 FIFA 월드컵 나이지리아 예비 30인 명단에 이름을 올렸다. 2019년 아프리카 네이션스컵 국가대표팀에 포함되어 나이지리아의 첫 번째 부룬디 경기에 출전했다. 2021년 12월 25일, 은디디는 나이지리아의 어거스틴 에구아보엔 감독에 의해 카메룬에서 열린 2021년 아프리카 네이션스컵에서 나이지리아의 28인 국가대표팀에 선발되었다. 2021년 아프리카 네이션스컵 조별 리그가 끝난 후인 2022년 1월 22일, 아프리카 축구 연맹은 모하메드 살라, 사디오 마네와 함께 교체 선수로 은디디를 조별 리그 최고의 팀에 최종 명단에 올렸다.
2023년 12월 29일, 은디디는 코트디부아르에서 열리는 2023년 아프리카 네이션스컵에서 나이지리아 국가대표팀에 이름을 올렸다. 하지만 2024년 1월 초에 부상을 입고 알하산 유수프와 교체되었다.

## 사생활
2019년 5월, 은디디는 아부자에서 오랜 여자친구인 딘마 포춘과 결혼했다.
2019년, 은디디는 드몽포르 대학교에서 경영 및 관리 학위를 취득하기 위해 공부하기 시작했다.

## 경력 통계

### 클럽 기록
| 클럽           | 시즌           | 리그                   | 리그 | 리그 | 컵   | 컵 | 리그컵 | 리그컵 | 기타 | 기타 | 합계 | 합계 |
| 클럽           | 시즌           | 시즌                   | 출전 | 골   | 출전 | 골 | 출전   | 골     | 출전 | 골   | 출전 | 골   |
| -------------- | -------------- | ---------------------- | ---- | ---- | ---- | -- | ------ | ------ | ---- | ---- | ---- | ---- |
| 헹크           | 2014–15        | 벨기에 프로 리그       | 6    | 0    | 0    | 0  | 0      | 0      | 0    | 0    | 6    | 0    |
| 헹크           | 2015–16        | 벨기에 프로 리그       | 36   | 4    | 5    | 0  | 0      | 0      | 2    | 0    | 43   | 4    |
| 헹크           | 2016–17        | 벨기에 퍼스트 디비전 A | 19   | 0    | 3    | 1  | 0      | 0      | 12   | 2    | 34   | 3    |
| 헹크           | 합계           | 합계                   | 61   | 4    | 8    | 1  | 0      | 0      | 14   | 2    | 83   | 7    |
| 레스터 시티    | 2016–17        | 프리미어리그           | 17   | 2    | 2    | 1  | 0      | 0      | 4    | 0    | 23   | 3    |
| 레스터 시티    | 2017–18        | 프리미어리그           | 33   | 0    | 3    | 1  | 2      | 0      | 0    | 0    | 38   | 1    |
| 레스터 시티    | 2018–19        | 프리미어리그           | 38   | 2    | 0    | 0  | 2      | 0      | 0    | 0    | 40   | 2    |
| 레스터 시티    | 2019–20        | 프리미어리그           | 1    | 0    | 0    | 0  | 0      | 0      | 0    | 0    | 1    | 0    |
| 레스터 시티    | 합계           | 합계                   | 89   | 4    | 5    | 2  | 4      | 0      | 4    | 0    | 102  | 6    |
| 클럽 경력 통산 | 클럽 경력 통산 | 클럽 경력 통산         | 150  | 8    | 13   | 4  | 4      | 0      | 18   | 2    | 185  | 13   |

### 국가대표 기록
| 나이지리아 |      |    |
| 연도       | 출전 | 골 |
| 2015       | 2    | 0  |
| 2016       | 4    | 0  |
| 2017       | 7    | 0  |
| 2018       | 9    | 0  |
| 2019       | 10   | 0  |
| 합계       | 32   | 0  |